# Покрет „Одбранимо реке Старе планине”
Покрет „Одбранимо реке Старе планине” (ОРСП) је покрет који се првенствено залаже за забрану изградње малих деривационих хидроелектрана (МХЕ) на Старој планини, као и на територији целе Србије због изразито штетног ефекта који имају на природу и на квалитет живота становништва.
Такође, залаже се за коришћење соларне, ветроенергије и биомасе за производњу струје.

## Историја
Одбрана река на Старој планини почела је још 1980-их када су становници Темске и других села супротставили превођењу Топлодолске реке у Завојско језеро.
2017. године заједница је поново реаговала када је покренута прича о провођењу реке кроз тунел од стране Министарства рударства и енергетике. Као одговор на ову иницијативу, грађани су, на реци Темшици, направили перформанс „Молитва за реку“ који је привукао значајну пажњу јавности и усмерио ширу популацију на овај проблем.
Исти људи 2018. године праве Фејбук групу чија је основна намена обавештавање о малим хидроелектранама. До 2021. године група окупља преко 145 хиљада чланова. Група се користи за разматрања могућих решења и договарање акција.
2019. године настаје Фејсбук страница и портал Нова Стара Планина.
Десимир Стојанов из села Ракита постао је један од симбола покрета, јер се дању и ноћу супротстављао постављању цеви у Ракитску реку и њене притоке.

## Удружење
Покрет Одбранимо реке Старе планине је у АПР-у Републике Србије заступљен као удружење Нова Стара планина, са законским заступником Александром Јовановићем Ћутом и директно повезан са групом Одбранимо реке Старе планине на Фејсбуку.

## Подршка познатих личности
Глумац Леонардо Дикаприо и певач Ману Чао подржали су борбу против градње МХЕ у региону. Ману Чао је после концерта у Нишу посетио Стару планину. Ту се састао са активистима иницијативе Одбранимо реке Старе планине. Он је рекао да је на овакве и сличне теме већ наилазио и са емпатијом реаговао на сазнање да се еколошка куга надвила и над Србијом.

## Лепоте Старе планине
У галерији су приказане слике које дочаравају лепоту Старе планине и разлоге за очување: река, биљног и животињског света:
- Поглед са Старе планине
- Једна од чесама
- Језерце
- Стари пањ
- Село у подножју
- Шопур